# Felipe VII de Waldeck-Wildungen
El Conde Felipe VII de Waldeck-Wildungen (25 de noviembre de 1613, Alt-Wildungen-24 de febrero de 1645, Tábor, en Bohemia) era el segundo hijo, aunque el mayor superviviente, del Conde Cristián de Waldeck-Wildungen (1585-1637) y su esposa Isabel de Nassau-Siegen (1584-1661).
En 1638, Felipe VII sucedió a su padre como Conde de Waldeck-Wildungen. Su hermano menor Juan (1623-1668) fue Conde de Waldeck-Landau como Juan II.

## Matrimonio y descendencia
Contrajo matrimonio con Ana Catalina de Sayn-Wittgenstein (1610 - 1 de diciembre de 1650). Tuvieron los siguientes hijos:
- Cristián Luis (29 de julio de 1635 - 12 de diciembre de 1706), Conde de Waldeck-Wildungen; desposó a:
  1. Ana Isabel de Rappoltstein (1644-1678)
  2. Juanita de Nassau-Idstein (1657-1733)
- Josías II (31 de julio de 1636 - 16 de julio de 1669, muerto en el sitio de Candía); desposó a Guillermina de Nassau-Siegen (f. 1707)
- Isabel Juliana (1 de agosto de 1637 - 20 de marzo de 1707), desposó a Enrique Wolrad de Waldeck-Eisenberg (1642-1664)
- Ana Sofía (1 de enero de 1639 - 3 de octubre de 1646)
- Juana (30 de septiembre de 1639 - 2 de octubre de 1639)
- Filipina (5 de noviembre de 1643 - 3 de agosto de 1644)